# Pöls-Oberkurzheim
Pöls-Oberkurzheim osztrák község Stájerország Mura-völgyi járásában. 2017 januárjában 3002 lakosa volt.   

## Elhelyezkedése

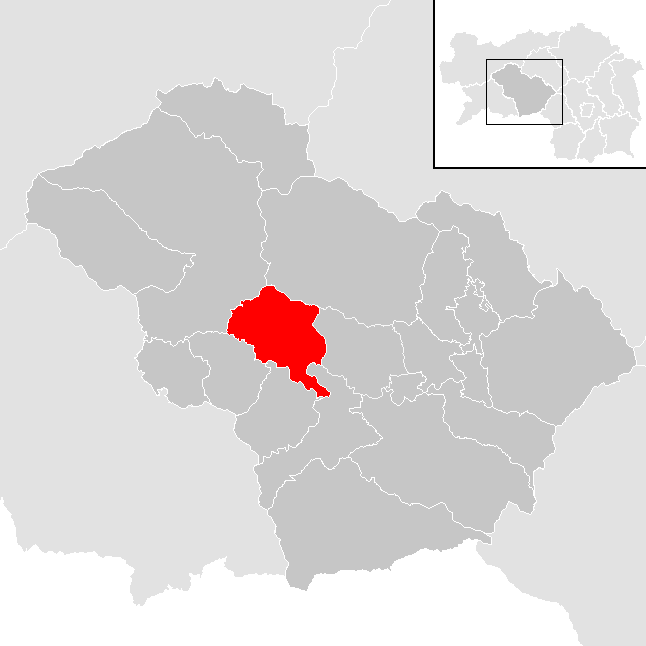
Pöls-Oberkurzheim a Mura-völgyi járásban

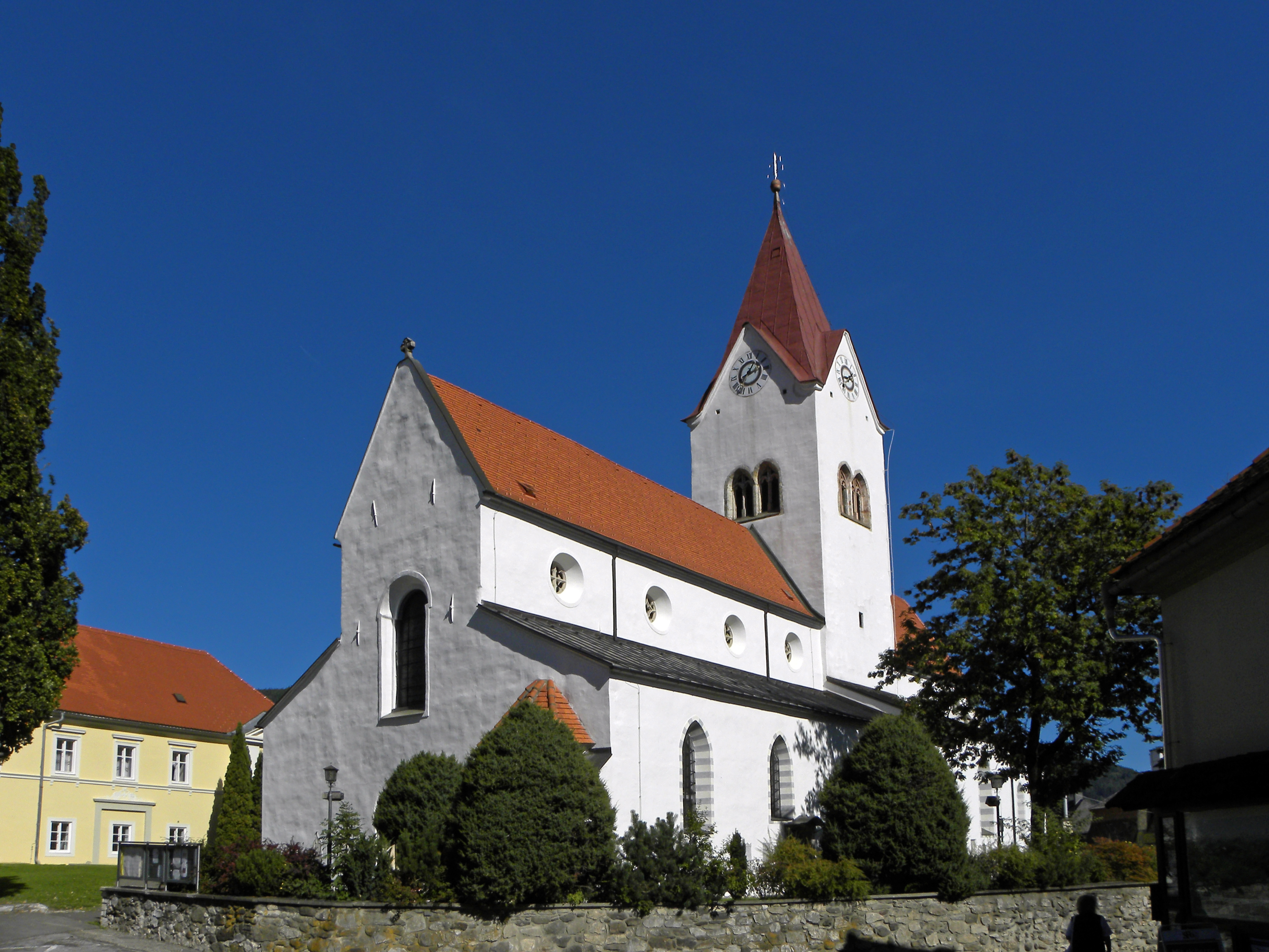
A Mária mennybemenetele-plébániatemplom

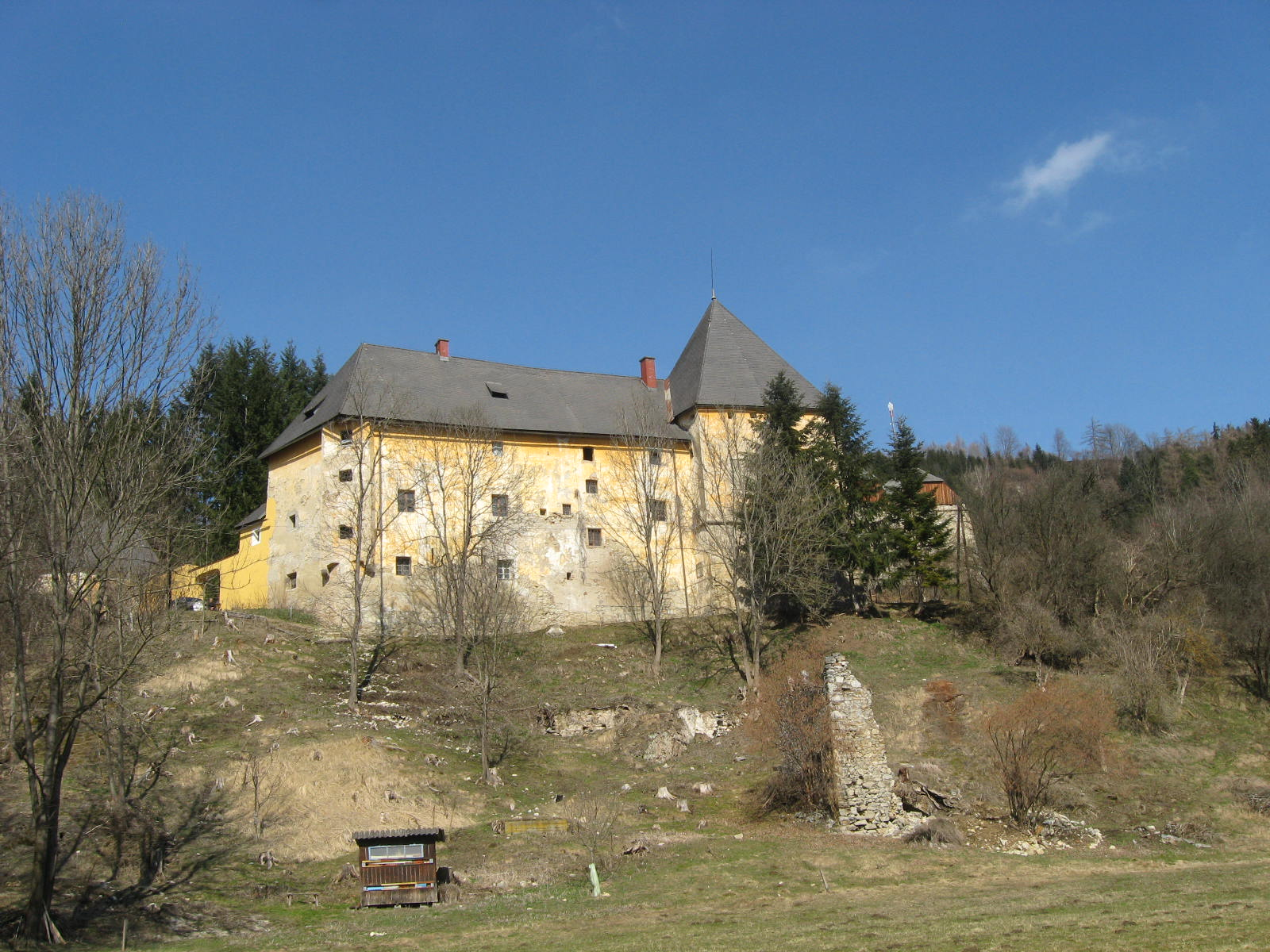
A Sauerbrunn-vár

Pöls-Oberkurzheim Felső-Stájerországban fekszik, a Pöls (a Mura mellékfolyója) mentén, a Rottmann- és Wölzi-Tauern, valamint a Seckaui-Alpok hegységei között. Délnyugati határát a Mura alkotja. Legmagasabb pontja az 1721 méteres Wildingerhöhe. Az önkormányzathoz 6 katasztrális községben (Allerheiligen, Enzersdorf, Oberkurzheim, Pöls, Thalheim, Unterzeiring) 
21 település tartozik: Allerheiligen (24 lakos), Allerheiligengraben (12), Enzersdorf (127), Götzendorf (97), Greith (104), Gusterheim (195), Katzling (138), Mauterndorf (178), Mosing (22), Mühltal (11), Oberkurzheim (133), Offenburg (29), Paig (64), Paßhammer (15), Pöls (1538), Pölshof (23), Sauerbrunn (25), Thalheim (158), Thaling (83), Unterzeiring (15), Winden (56).
A környező önkormányzatok: északkeletre Gaal, keletre Fohnsdorf, délkeletre Judenburg, délre Sankt Peter ob Judenburg, délnyugatra Sankt Georgen ob Judenburg, északnyugatra Pölstal. 

## Története
Az önkormányzat a 2015-ös stájerországi közigazgatási reform során jött létre Pöls és Oberkurzheim községek összevonásával.
Pöls területe az i.e. 2. évezredben már lakott volt, a régészek által talált számos eszköz és edény arra utal, hogy már akkor is létezett itt egy település. A római időkben feltehetően itt volt a Monate elnevezésű pihenőállomás a Mura mentén vezető úton. Pöls környékén több római sírkőre is bukkantak.
A 6. század végén szlávok települtek be az akkor avar határvidéknek számító Stájerországba. A szlávok elkerülték a mocsaras folyópartot és inkább a völgy szélén építették házaikat. Ma főleg a helynevek utalnak jelenlétükre. A 9. század elején megkezdődött a bajorok beáramlása.
Pöls első említése 860-ból származik és így Stájerország legrégebbi települései közé tartozik. A bajor betelepülés a 10. század elején megállt a magyar betörések miatt, de a 955-ös augsburgi csata után, miután ez a fenyegetés elhárult, újabb lendületet kapott. Oberkurzheim 1140-ben szerepel először a dokumentumokban.
A 16. században vashámor működött a Pöls folyó mentén, majd a település a kaszakovácsairól volt ismert. 1865-1901 között vaskohó működött a településen. A Gusterheim kastélyát 1700-ban megvásároló Ferdinand Schwarzenberg herceg papírüzemet alapított; azóta a papír- és cellulózgyártás Pöls egyik legfontosabb iparága.
Az első világháború nem érintett közvetlenül a községet, bár 19 lakosa elesett a harcokban. A háború utáni gazdasági válságot tovább súlyosbította az 1920-ban kitört száj- és körömfájás-járvány, aminek a környék jószágállománya jórészt áldozatul esett. A 20-as években olasz cégek megtelepülésével fellendült a papírgyártás és növekedésnek indult a lakosság is.
A második világháborúban Pöls csak egyszer bombázták (személyi sérülés nem történt), mert ipara nem érintette a hadigazdaságot.  A szovjet hadsereg 1945 május 11-én érte el a községet, később viszont a brit megszállási zónába került. A háborúban 117 pölsi esett el.

## Lakosság
A Pöls-Oberkurzheim-i önkormányzat területén 2017 januárjában 3002 fő élt. A lakosságszám 1971 óta (akkor 4261 lakos) csökkenő tendenciát mutat. 2015-ben a helybeliek 96%-a volt osztrák állampolgár; a külföldiek közül 1,2% a régi (2004 előtti), 1,8% az új EU-tagállamokból érkezett. 0,3% a volt Jugoszlávia (Szlovénia és Horvátország nélkül) vagy Törökország, 0,8% egyéb országok polgára. 2001-ben Pölsben a lakosok 83,9%-a római katolikusnak, 2,5% evangélikusnak, 11,4% pedig felekezet nélkülinek vallotta magát.

## Látnivalók
- Allerheiligen Szt. Margit-temploma

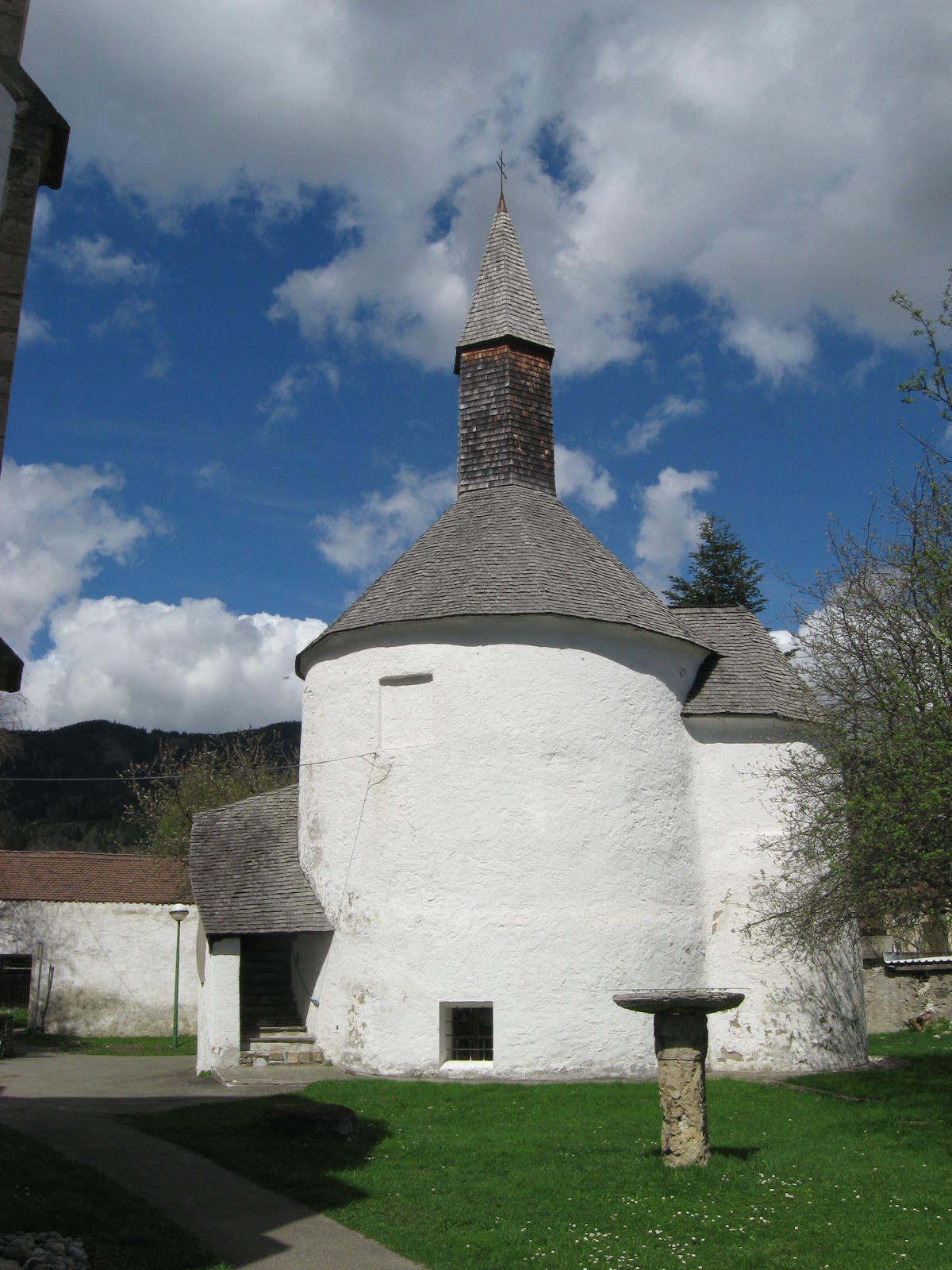
A pölsi plébániatemplom csontkamrája

- az allerheiligeni Gusterheim-kastély
- Offenburg várának romjai
- Pöls Mária mennybemenetele-temploma és román stílusú kerek csontkamrája
- a thalheimi Sauerbrunn-vár és fölötte az ún. Sternschanze ("csillagsánc"), egy négyágú csillag alaprajzú, háromszintes torony
- az unterzeiringi ún. római híd
- az unterzeiringi vesztőhely

## Fordítás
- Ez a szócikk részben vagy egészben  a   Pöls-Oberkurzheim című német Wikipédia-szócikk ezen változatának fordításán alapul.  Az eredeti cikk szerkesztőit annak laptörténete sorolja fel. Ez a jelzés csupán a megfogalmazás eredetét és a szerzői jogokat jelzi, nem szolgál a cikkben szereplő információk forrásmegjelöléseként.